# Just Because
Just Because es el segundo álbum de larga duración de la banda estadounidense The Belle Brigade, cuyos miembros son los hermanos Bárbara y Ethan Gruska. Fue grabado con el ingeniero y coproductor Shawn Everett y masterizado por Bob Ludwig. El álbum fue lanzado el 25 de marzo de 2014. 
El primer álbum de la banda había recibido un amplio reconocimiento de la crítica, pero en su segundo álbum, los Gruskas querían perseguir un sonido menos hábilmente producido y más individual. Su compañía discográfica, Reprise Records, expresó su insatisfacción con los resultados, y en última instancia, la banda publicó el álbum a través del sello discográfico independiente   ATO Records.

## Recepción
La recepción de la crítica ha sido principalmente positiva. Time  elogió el primer sencillo, "How I See It?", como una  "canción exuberante y tolerante" que hizo una "introducción perfecta a una banda soñadora de California al borde de hacer algo grande". En una revisión de cuatro estrellas, AllMusic dijo que el álbum "no  rompe ninguna pared", pero que era una colección atemporal de sonido de las canciones con las herramientas contemporáneas "y finesse ". PopMatters calificó el álbum con  el expediente 7/10, destacando su "borde indie ligeramente más oscuro" y la búsqueda de la liberación como "un claro paso adelante". La revista Paste observó similarmente mayor uso del disco de "sintetizadores modernos y muestras", pero consideró "un poco sorprendente que tal triste grabación  pueda sonar tan felizmente indiferente ".

## Lista de canciones
1. "Ashes"  	 -	3:45
2. "When Everything Was What It Was" - 	 	3:32
3. "Likely To Use Something"  -	 	4:09
4. "Be Like Him"  	 -	2:46
5. "Miss You In My Life"  	- 	3:56
6. "How I See It"  	- 	3:15
7. "Not The One"  	- 	3:09
8. "Metropolis"  	- 	3:16
9. "Everything For A Stone"  	- 	3:29
10. "Back Where You Began"  -	4:27

## Historial de lanzamientos
| País           | Fecha               |
| -------------- | ------------------- |
| Estados Unidos | 25 de marzo de 2014 |